# لالو كيه
لالو كيه (بالإنجليزية: Lalu KV)‏ هو لاعب كرة قدم هندي في مركز الدفاع، ولد في 20 نوفمبر 1987 في كيرلا في الهند. لعب مع نادي شيراغ يونايتد كيرلا.